# بكتيريا حمض اللبن
بكتيريا حَمْض اللبن (بالإنجليزية: Lactic acid bacteria) بكتيريا موجبة الغرام مُتحمِّلة للأحماض ذات غوانين وسايتوسين غير متبوغة لاتنفسية لها نوعان - بكتيريا عصية وبكتيريا كروية (مكورات) تشترك في خصائص أيضية وفسيولوجية مشتركة. تنتج هذه البكتيريا حمض اللبن المنتج النهائي الأيضي الرئيس لتخمير الكربوهيدرات، فتسمى بكتيريا حمض اللبن.

## الاستخدامات

### معينات حيوية
المعينات الحيوية منتجات ترسل خلايا بكتيرية حية ومفيدة إلى النظام البيئي لأمعاء البشر والحيوانات الأخرى، وتُعد الكربوهيدرات غذاء المعينات الحيوية غير القابل للهضم وتُرسل إلى الأمعاء الغليظة لتوفير مغذيات قابلة للتخمير. ينتمي أكثر السلالات المعينات الحيوية إلى جنس المُلَبِّنَات. (تنتمي سلالات المعينات الحيوية الأخرى المستخدمة إلى جنس الشقاوات).